# Akebia
Genre
Akebia (les akébies, ou  Chocolate vines en anglais) est un genre de plantes à fleurs de la famille des Lardizabalaceae. Il regroupe cinq espèces originaire d'Asie orientale (Chine, Japon et Corée). Ce sont des lianes ligneuses caducifoliées ou semi-persistantes, monogynes.

## Espèces
- Akebia chingshuiensis T. Shimizu
- Akebia longeracemosa Matsumura
- Akebia quinata (Thunb.) Decne.
- Akebia trifoliata (Thunb.) Koidz.
- Akebia ×pentaphylla (Akebia trifoliata × Akebia quinata) (Makino) Makino